# Ринг

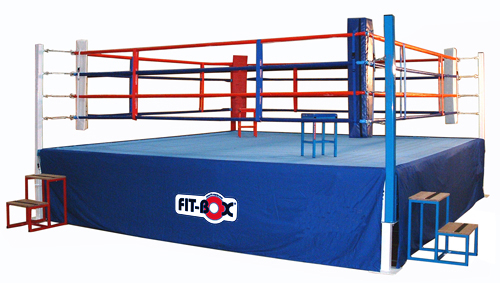
Боксёрский ринг

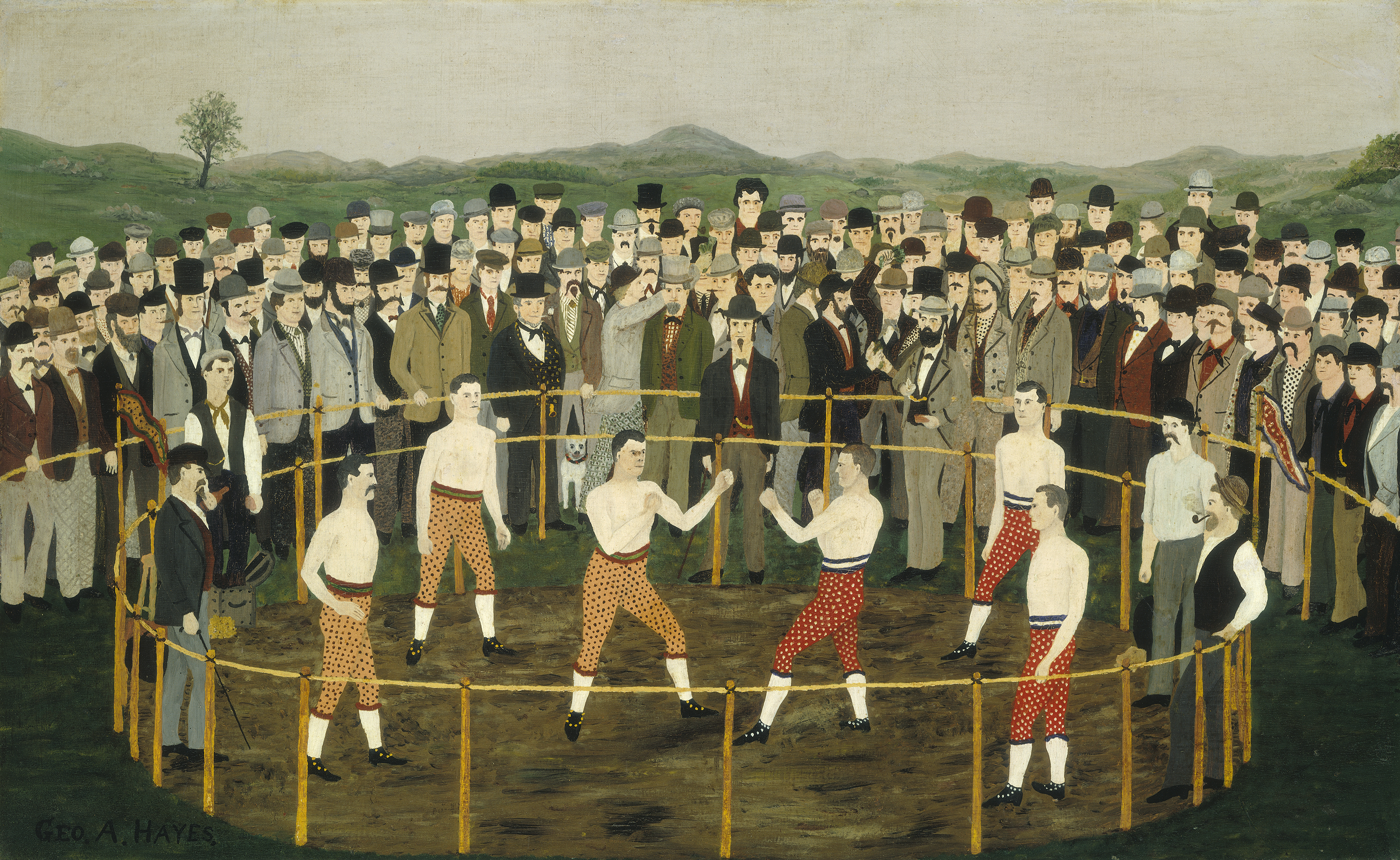
Исходно ринг имел округлую форму по периметру и не имел настила или помоста

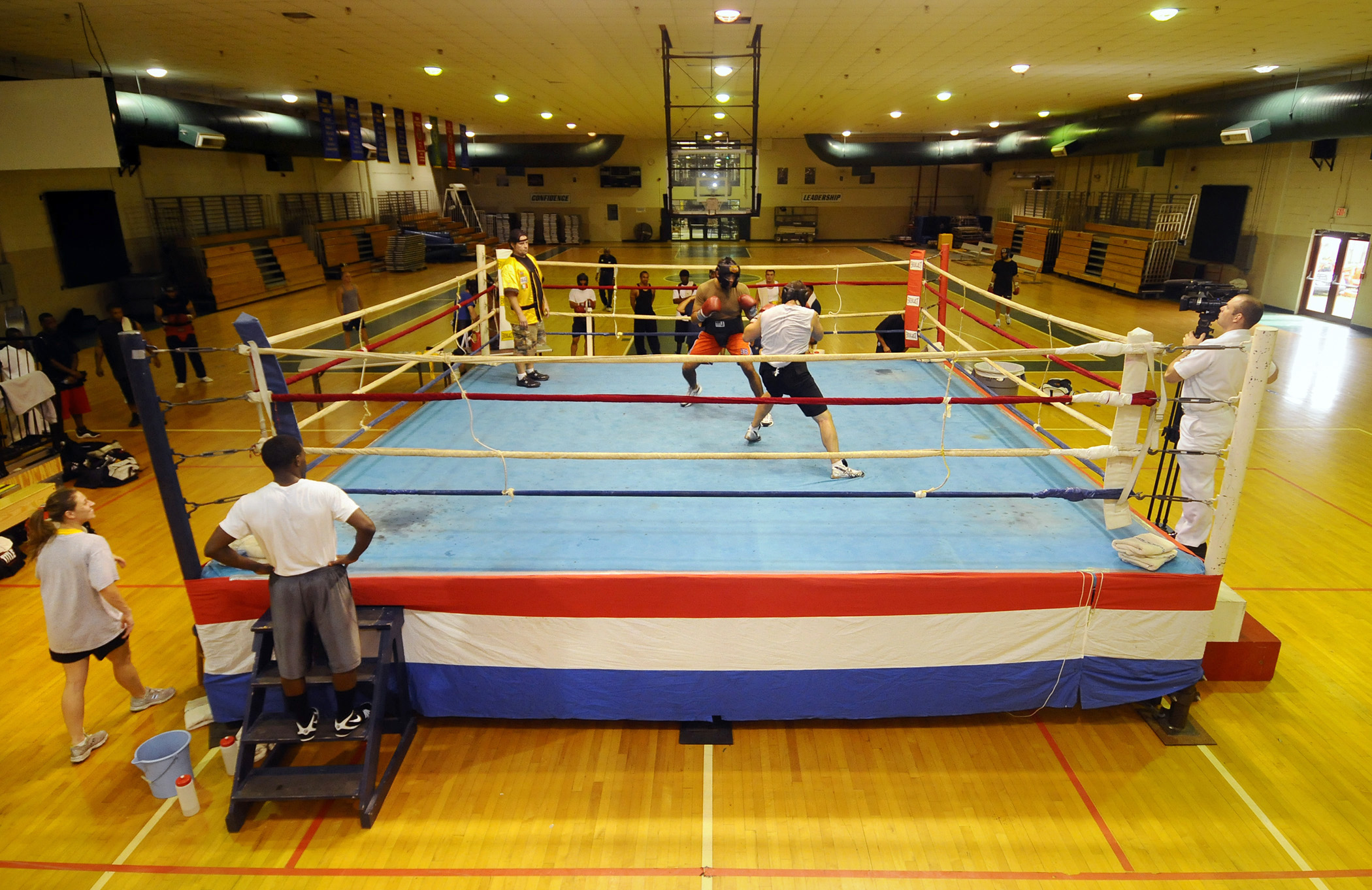
Тренировочный бой на ринге

Боксёрский ринг или просто ринг — специально подготовленная площадка для проведения поединков в боксе и в некоторых других видах спортивных единоборств. В тренировочном зале обустройство ринга допускается осуществлять прямо на полу, в соревновательном помещении ринг, как правило, располагается на специальном возвышении (помосте или подиуме) высотой до одного метра.

## Размеры
Стандартный боксёрский ринг имеет форму квадратной площадки с длиной боковой стороны от пяти до шести метров. Правила маркиза Куинсберри (1867 год) регламентируют ринг как квадрат со сторонами одинаковой длины равной 24 фута (7,315 м). По правилам Международной ассоциации любительского бокса (АИБА) внутренний периметр ринга имеет четыре стороны одинаковой длины равной 6,1 метров. По правилам российской федерации бокса размеры сторон ринга должны быть от 4,9 до 6,1 м, по правилам профессионального бокса сторонам ринга полагается иметь установленную длину от 5,5 до 7,3 м. Настил ринга должен быть ровным, в качестве покрытия (толщиной не менее двух сантиметров) допускается использовать войлочные материалы с брезентовой внешней покрышкой.

## Ограждение
Периметр ринга ограждается четырьмя рядами канатов толщиной от 2,5 до 3 сантиметров, которые натягиваются на высоте 40, 70, 100 и 130 сантиметров от пола между четырьмя угловыми столбами. Все канаты обязательно снабжаются приспособлениями для регулировки натяжения и покрываются матерчатыми чехлами в гигиенических целях. Угловые растяжки прикрываются подушками шириной 20 сантиметров и толщиной около 5. Промежуток между столбами и углами канатов должно быть не менее полуметра, при этом настил ринга должен выступать за границы ограждённой канатами области не менее, чем на 50 сантиметров.

## Внешние элементы
С каждой внешней стороны ринга на расстоянии не менее полутора метров не должно находиться никаких посторонних объектов. Для спортсменов с внешней стороны столбов устанавливаются плоские ящички 50 × 50 сантиметров для натирания канифолью подошв. В промежутках между раундами допускается для отдыха бойцов внутрь углов ринга ставить небольшие табуретки, однако остальной дополнительный инвентарь (стаканы, бачки с водой, плевательницы и т. п.) полагается держать снаружи у столбов.
В исторической ретроспективе прообраз конструкции современных рингов можно проследить до 1838 года.